# Evax lusitanica
Evax lusitanica é uma espécie de planta com flor pertencente à família Asteraceae. 
A autoridade científica da espécie é Samp., tendo sido publicada em Ann. Acad. Polyt. Porto xiv. 161 (1921).
O seu nome comum é evace-de-portugal.

## Portugal
Trata-se de uma espécie presente no território português, nomeadamente em Portugal Continental.
Em termos de naturalidade é nativa da região atrás indicada.

## Protecção
Não se encontra protegida por legislação portuguesa ou da Comunidade Europeia.